# 世紀帝國II：決定版
《世紀帝國II：決定版》是Forgotten Empires開發的即時戰略遊戲，由Xbox遊戲工作室發行，是《世紀帝國II：帝王世紀》的重製版，於2019年11月15日上市，慶祝原版本發行20週年。4K解析度超高畫質全新打造，並新增遊戲戰役「最後的可汗」與4個遊戲文明，且包括原作和HD版本所有的資料片內容。擴充資料片目前有5個，分別為2021年1月27日，發行的「西方霸主」（Lords of the West）；2021年8月11日發行的「公爵的崛起」（Dawn of the Dukes）；2022年4月28日發行的「印度王朝」（Dynasties of India）；2023年5月17日發行的「羅馬歸來」（Return of Rome）；2023年10月31日發行的「山脈王室」（The Mountain Royals）。
2022年10月26日，微軟在《世紀帝國》二十五週年直播節目上宣佈本作與《世紀帝國IV》一同於2023年登陸Xbox主機，是系列首次。

## 遊戲內容
決定版的核心遊玩元素與原作類似，並且再加強。複刻版包括新的4K解析度，可放大縮小視野和新的旁觀者模式。此遊戲特色包括新的戰役「最後的可汗」和4個新文明：保加利亞人、库曼人、立陶宛人、鞑靼人。包括有從原作（世紀帝國II：征服者入侵）和HD版本（世紀帝國II：失落的帝國、世纪帝国II：非洲王国、王者崛起）延伸而來的資料片。
玩家可以選擇電腦需要作弊才有挑戰性的原始AI，HD版加上去的AI，或足夠強大不需任何作弊的新AI。當新舊AI一起較量時，新的AI可以輕易的擊敗舊的AI。另外，遊戲單位的寻路也有改進。
另於2021年6月起，新增了多人戰役模式
決定版新增2個東歐文明，2個中亞文明。
| 原名        | 文明       | 建築風格 | 文明定位       | 特色兵種           | 城堡時代特色科技 | 帝王時代特色科技 | 世界奇觀原型       |
| ----------- | ---------- | -------- | -------------- | ------------------ | ---------------- | ---------------- | ------------------ |
| Bulgarians  | 保加利亞人 | 東歐     | 步兵與騎兵種族 | 保加利亞騎兵       | 馬鐙             | 協議             | 普雷斯拉夫圓形教堂 |
| Cumans      | 库曼人     | 中亞     | 騎兵種族       | 欽察               | 大草原畜牧       | 庫曼傭兵         | 薩克爾堡壘         |
| Lithuanians | 立陶宛人   | 東歐     | 騎兵與僧侶種族 | 烈堤司、波蘭翼騎兵 | 山城堡           | 塔盾             | 特拉凱城堡         |
| Tatars      | 鞑靼人     | 中亞     | 馬弓騎兵種族   | 怯薛、火焰駱駝     | 絲護甲           | 帖木兒攻城術     | 兀魯伯天文台       |

### 戰役
決定版新增的最後的可汗戰役共3篇，原HD版失落帝國戰役中的黃金國移除，被全新的印加戰役帕查庫特克取代。另外許多戰役內容都有重新設計，有較合理的難度。
另外新增全新教學戰役-孫子兵法。
- 伊瓦依洛

(1277至1281年)
在蒙古人入侵時，一個保加利亞的養豬農夫率領著一支民兵隊伍，保住了家園。
這次勝利讓沙皇和貴族們感到不安，他被迫扛起起義的大旗。
這樣一個出身卑微的人能否違抗既定的秩序，為人們帶來自由呢？
在這個戰役中，您將使用保加利亞人。
- 可泰安汗

(1222至1243年)
幾個世紀以來，庫曼人在歐亞大陸廣闊的平原上繁衍生息。
然而現在，蒙古人從東方而來，威脅著他們，蒙古鐵騎無情，不可戰勝。
作為一個小部落的可汗，可泰安必須團結庫曼人來抵抗這些入侵者。
他是否會願意放棄自己祖祖輩輩生活的土地，放棄自己古老的傳統，拯救自己的人民呢？
在這個戰役中，您將使用庫曼人。
- 帖木兒

(1370至1402年)
十四世紀，蒙古四分五裂，疆土不斷被蠶食瓜分，帖木兒卻把這一切視為機遇。
這位才華出眾，個人魅力十足的軍事家，能否在這動盪的河中地區，
即便犧牲半數的蒙古人，也能重現蒙古帝國昔日的輝煌呢？
在這個戰役中，您將使用韃靼人。
- 帕查庫特克

(1438至1470年)
在南美洲陡峭的山谷和茂密的叢林中，有無數的部落正在爭奪霸主之位。
究竟誰能得到眾神垂青，一舉勝出呢？
背叛、紛爭一直都在侵蝕著新建立不久的印加帝國，
現在整個民族的命運都掌握在一人手中。
在這個戰役中，您將使用印加人。

## 付費DLC:西方霸主
2021年1月27日發布的「西方霸主」資料片會增加2個新的可玩歐洲文明—勃艮第人與西西里人；3個背景在歐洲與地中海的新戰役；增加新的可得成就。
2024年11月15日開始 官方慶祝5週年，將此DLC與世紀帝國2決定版主程式合併，先前無購買此內容之玩家將會自動更新擁有此內容。
| 原名        | 文明     | 建築風格 | 文明定位       | 特色兵種與建築         | 城堡時代特色科技 | 帝王時代特色科技 | 世界奇觀原型     |
| ----------- | -------- | -------- | -------------- | ---------------------- | ---------------- | ---------------- | ---------------- |
| Burgundians | 勃艮第人 | 西歐     | 騎兵種族       | 馬上輕裝兵，佛拉芒民兵 | 勃艮第葡萄園     | 佛拉芒革命       | 布魯塞爾市政廳   |
| Sicilians   | 西西里人 | 地中海   | 步兵和騎兵種族 | 薩金特衛兵，城樓       | 第一次十字軍東征 | 鎖子甲           | 蒙雷阿萊主教座堂 |

### 戰役
西方霸主共新增3篇戰役
- 長腿愛德華

(1264至1307年)
身為叛亂貴族的人質而懷恨在心的長腿愛德華，誓言重新奪回自己理應繼承的一切，
並帶領分裂的英格蘭獲得前所未有、至高無上的威望和堅韌地位。他既是精明的指揮官，
也是狡詐的政治家，使用的手法殘酷有效，卻罔顧道義。跟隨被權力和榮耀驅使的他，
一起征戰英格蘭、威爾斯、蘇格蘭，甚至踏上十字軍東征的征途吧！
在這個戰役中，您將使用不列顛人。
- 大公爵

(1407至1431年)
數十年來，勃艮地的公爵不斷運用謀略巧思、軍事實力和龐大財富，
涉入爭奪法蘭西瘋子國王攝政權的血腥鬥爭。然而，隨著付出的鮮血代價越來越高昂，
他們將重心移往北方，致力於建立屬於自己的王國。
在這個戰役中，您將使用勃艮第人。
- 歐特維爾家族

(1047至1140年)
公元 1047 年，羅伯特·德·歐特維爾隨著一個小型強盜集團一同離開諾曼第。
短短一百年間，他的家族成員茁壯成為義大利公爵、聖地王子，甚至是西西里國王。
加入這些勇猛諾曼冒險家的陣營，一同將三種文化交織融合成歐洲最具包容性也最錯綜複雜的王國吧。
在這個戰役中，您將使用西西里人。

## 付費DLC:公爵的崛起
2021年8月11日發布的「公爵的崛起」資料片會增加2個新的可玩歐洲文明；3個背景在東歐的新戰役；增加新的可得成就。
2024年11月15日開始 官方慶祝5週年，將此DLC與世紀帝國2決定版主程式合併，先前無購買此內容之玩家將會自動更新擁有此內容。
| 原名      | 文明       | 建築風格 | 文明定位       | 特色兵種與建築                   | 城堡時代特色科技 | 帝王時代特色科技 | 世界奇觀原型                   |
| --------- | ---------- | -------- | -------------- | -------------------------------- | ---------------- | ---------------- | ------------------------------ |
| Bohemians | 波希米亞人 | 東歐     | 火藥與僧侶種族 | 胡斯派戰車，榴彈砲               | 大車陣戰術       | 胡斯派改革       | 布拉格火藥塔                   |
| Poles     | 波蘭人     | 東歐     | 騎兵種族       | 奧布奇戰錘兵，波蘭翼騎兵，大莊園 | 貴族特權         | 列克提克遺產     | 聖達尼老聖文策老聖殿總主教座堂 |

### 戰役
公爵的崛起共新增3篇戰役
- 阿基爾達斯和科斯圖提斯

(1345年至1382年)貪婪的條頓騎士入侵在即，小公國立陶宛危在旦夕。一盤散沙，群龍無首，歐洲最後的異教徒似乎注定要失敗。但阿基爾達斯王子和他的忠實兄弟科斯圖提斯，拒絕向掠奪者屈服。他們能否擊退十字軍，並與可怕的金帳汗國，成吉思汗的後代抗衡？
在這個戰役中，您將使用立陶宛人。
- 雅德維嘉

(1383年至1410年)雅德維嘉還是個孩子的時候，就被送離母親身旁，被迫與愛人分手，並被加冕為波蘭女王。在無休無止的戰爭年代，她要一邊與約蓋拉和維陶塔斯大帝這樣的一代梟雄周旋，一邊為自己的王國創造未來。這個受人民愛戴的「波蘭之星」是會實現她對於一個統一、強盛的波立聯邦的願景，還是會被席捲兩個國家的戰爭漩渦吞噬？在這個戰役中，您將使用立陶宛人和波蘭人。
- 揚·傑式卡

(1405年至1424年)獨眼的揚·傑式卡在年輕時是個追名逐利的傭兵。然而他的命運被改革者揚·胡斯在布拉格的布道徹底改變了。作為胡斯派事業的擁護者和其無敵軍隊的領袖，傑式卡以技術和戰術的創新打破了當時的戰爭觀念。鞏固歷史上最偉大的將軍之一的遺產，將普通的農民打磨成紀律嚴明的部隊，並帶領他們戰勝神聖羅馬帝國皇帝的騎士軍團吧。在這個戰役中，您將使用波希米亞人。

## 內含DLC:印度王朝
2022年4月29日發布的「印度王朝」資料片會增加4個新的可玩南亞文明（印度斯坦為印度文明更改名稱）；3個背景在南亞的新戰役；增加新的可得成就。
2024年11月15日開始 官方慶祝5週年，將此DLC與世紀帝國2決定版主程式合併，先前無購買此內容之玩家將會自動更新擁有此內容
| 原名        | 文明       | 建築風格 | 文明定位       | 特色兵種                             | 城堡時代特色科技 | 帝王時代特色科技 | 世界奇觀原型       |
| ----------- | ---------- | -------- | -------------- | ------------------------------------ | ---------------- | ---------------- | ------------------ |
| Bengalis    | 孟加拉人   | 南亞     | 大象與海軍種族 | 戰車(Ratha)                          | 派(Paik)         | 大乘佛教         | 索瑪普利大寺       |
| Dravidians  | 達羅毗荼人 | 南亞     | 步兵與海軍種族 | 鞭劍兵，樓船(Thirisadai)             | 醫療隊           | 烏茲鋼           | 布里哈迪希瓦拉神廟 |
| Gujaras     | 瞿折羅人   | 南亞     | 騎兵與駱駝種族 | 施里瓦姆沙騎兵，環刃投擲手，駱駝斥候 | 剎帝利           | 前線衛隊         | 索姆納特神廟       |
| Hindustanis | 印度斯坦人 | 南亞     | 駱駝與火藥種族 | 帝王駱駝騎兵，古拉姆                 | 大幹道           | 印度火銃         | 胡馬雍陵           |

### 戰役
印度王朝共新增3篇戰役
- 巴布爾

帖木兒去世近一個世紀後，他的後代仍在為河中地區和波斯的霸權而戰。其中最年輕的是札希爾·丁·穆罕默德，也被稱為「巴布爾」，即猛虎。他夢想著重建這個支離破碎的帝國，但來自北部大草原的另一波侵略者即將改變一切... 在這個戰役中，您將使用韃靼人和印度斯坦人。
- 拉真陀羅

雄心勃勃的拉真陀羅在面臨南印度的嚴酷政治局面的過程中，對於難以避免的腐敗墮落的恐懼一直困擾著他。拉真陀羅能否在擴張從其父親繼承下來的帝國之路上擺脫道德敗壞的境地？抑或對於墮落的恐懼才是真正的大敵？在這個戰役中，您將使用達羅毗荼人。
- 提婆波羅

在大乘佛教教義的指引下，提婆波羅統治著一個富饒而充滿活力的帝國。然而，隨著危險的對手威脅到他的國家，這位雄心勃勃的皇帝發現越來越難在政策和道德之間取得平衡。到頭來只要目的合乎大義就代表手段正當嗎？提婆波羅追求自身與臣民開悟的任務會失敗嗎？在這個戰役中，您將使用孟加拉人。

## 付費DLC:羅馬歸來
2023年5月16日發布的「羅馬歸來」資料片會增加18個文明(17個一代模式文明，包括全新文明：雒越，1個二代模式文明：羅馬人)；3個專屬於一代模式的新戰役；增加新的可得成就。
一代模式:除了原本1997主程式與1998資料片羅馬崛起的共16文明外(一代決定版16文明)新增駱越文明
一代16文明可參閱世紀帝國(遊戲)之頁面
| 原名     | 文明   | 建築風格 | 文明定位 | 世界奇觀原型 |
| -------- | ------ | -------- | -------- | ------------ |
| Lac Viet | 駱越人 | 亞洲     | 弓兵種族 |              |

二代模式 
| 原名   | 文明   | 建築風格 | 文明定位 | 特色兵種       | 城堡時代特色科技 | 帝王時代特色科技 | 世界奇觀原型 |
| ------ | ------ | -------- | -------- | -------------- | ---------------- | ---------------- | ------------ |
| Romans | 羅馬人 | 地中海   | 步兵種族 | 軍團兵，百夫長 | 多重弩           | 野戰軍           | 羅馬競技場   |

### 戰役
羅馬歸來共新增3篇戰役
- 阿卡德的薩爾貢

這名男子奇蹟般在美索不達米亞的城邦中崛起：薩爾貢是國王單純的斟酒人，但當戰爭女神伊絲塔出現在他的夢中時，一切都改變了。在她的指引下，薩爾貢帶領不和的蘇美爾人進入了一個新時代，但權力的吸引力迫使他在神聖的命運和個人野心之間做出選擇。在這場戰役中，你將扮演蘇美爾人。
- 伊庇魯斯的皮洛士

在繼業者戰爭中，看到亞歷山大大帝的繼任者使希臘世界陷入混亂，伊庇魯斯的皮洛士一開始只是群雄中的一個小角色。他是否能無愧於傳奇人物漢尼拔·巴薩對他的「當世名將」評價，或者他的一路苦戰最終仍將以悲劇收場？在這場戰役中，你將扮演馬其頓人。
- 圖拉真

馬庫斯·烏爾皮烏斯·圖拉真努斯在執政者多米提安使羅馬帝國的榮耀蒙上污點的暴政年代中，在軍中一路爬升。當情勢造就他拿到圖拉真皇帝的王位時，他繼承了瀕臨滅亡的王國。他的機智、美德和軍事能力是否足以拯救羅馬並帶領它達到歷史巅峰，還是羅馬帝國會在比預期早四個世紀敗亡？在這個戰役中，你將扮演羅馬人。

## 付費DLC:山脈王室
2023年10月31日發布的「山脈王室」資料片會增加2個新的可玩文明:亞美尼亞人與喬治亞人，波斯文明獲得重製，3個背景在高加索的新戰役；增加新的可得成就。
| 原名      | 文明       | 建築風格 | 文明定位       | 特色兵種/建築                          | 城堡時代特色科技 | 帝王時代特色科技   | 世界奇觀原型       |
| --------- | ---------- | -------- | -------------- | -------------------------------------- | ---------------- | ------------------ | ------------------ |
| Armenians | 亞美尼亞人 | 南歐     | 步兵與海軍種族 | 戰鬥祭司、複合弓箭手、騾車、強化教堂   | 奇里乞亞艦隊     | 費雷特斯(Fereters) | 埃奇米阿津主教座堂 |
| Georgians | 喬治亞人   | 南歐     | 步兵與防禦種族 | 莫納斯帕騎兵 (Monaspa)、騾車、強化教堂 | 斯萬(Svan)塔     | 貴族騎兵           | 生命之柱主教座堂   |
| Persians  | 波斯人     | 中東     | 騎兵種族       | 戰象、薩瓦爾騎兵、商隊旅館             | 波斯弓兵         | 波斯堡壘           | 泰西封拱門         |

### 戰役
共新增3篇戰役
- 塔瑪爾

年輕而慷慨激昂的塔瑪爾受建造者大衛的事蹟影響甚深，帶著繁華王國的精心計劃登上了曾祖父的王座。然而，她很快發現，行使權力不僅僅是單純的血統問題。喬治亞人的第一位女王能否克服心中的疑慮，發揮深遠的影響力，並持續一輩子呢？在這場戰役中，你將扮演喬治亞人。
- 索羅斯

奇里乞亞亞美尼亞的小王國位於敵對帝國之間，其統治家族被拜占庭囚禁。索羅斯王子逃脫時，他展開了危險的解放家園戰役，但記仇的拜占庭人並不是他唯一的敵人。塞爾柱人也覬覦該地區，無情的法蘭克十字軍另有所圖，而且正在向南推進... 在這場戰役中，你將扮演亞美尼亞人。
- 伊斯邁爾一世

在飽受戰爭蹂躪的波斯高地，領導神秘薩法維教團的天才孤兒從流放中歸來，並激勵他的追隨者成為一支不可阻擋的征服力量。這位富有魅力的野心家究竟是會為伊斯蘭世界最傑出的帝國奠定基礎，還是會因為宏偉的妄想招致他最終的毀滅？在這場戰役中，你將扮演波斯人。

## 付費DLC:成王敗寇
2024年3月15日發布的戰役DLC，新增21個成就，19個單關劇情戰役，「成王敗寇」中有 14 個受最熱門的社群發佈內容啟發的劇本和 5 個獨家新劇本。每個劇本都經過更新與改進，有完整、專業的配音、音樂、重新平衡、錯誤修正、成就以及生命值品質改良。
下列20個關卡依西元年份順序排列，此章節可隨玩家喜好順序破關。
- "謝安(383)"

2025/4/11 免費新增
謝氏家族保衛了淝水，抵禦北方軍閥苻堅的入侵，苻堅圖謀征服整個中國。
派間諜潛入敵營，賄賂敵方將軍，資助叛亂，甚至誤導敵軍，
好讓你和你寡不敵眾的部隊拯救東晉王朝。
在此劇本中，您將遊玩中國人。
- "蓋瑟里克 (406)"

"蓋瑟里克 (406-455)：在嚴冬時節，汪達爾族穿越萊茵河。由古德里克和蓋瑟里克兄弟率領，他們進行了一場大規模的掠奪遷徙，從高盧的森林到迦太基以及更遠的沙漠。汪達爾族追尋新家園之旅會不會造成羅馬帝國的滅亡呢？
在此劇本中，您將遊玩哥德人。"
- "沃蒂根 (440)"

"沃蒂根 (440-500)：被羅馬皇帝遺棄的不列顛孤立無援，被充滿敵意的野蠻人包圍。然而，粗獷的撒克遜勇士帶來了救贖。與這些新來者達成的協議將拯救不列顛，還是開創新的野蠻時代？
在此劇本中，您將遊玩不列顛人。
- "查理曼大帝 (768)"

"查理曼大帝 (768-814)：矮子佩潘去世後，法蘭克王國被他的兩個兒子查理和卡洛曼瓜分。這兩個人中只有一個人將透過武力和鐵腕成為歐洲最著名和最有影響力的國王。
在此劇本中，您將遊玩法蘭克人。"
- "拉格納 (850)"

"拉格納·洛德布羅克 (約 9 世紀)：吟遊詩人歌頌許多維京英雄，但沒有英雄比拉格納·洛德布羅克更有名。這位維京國王從默默無聞到統治北方，成為偉大異教徒軍隊的啟蒙者。拉格納能否再次啟航，成為傳說中的維京英雄呢？
在此劇本中，您將遊玩維京人。"
- "艾恩賽德 (859)"

"比約恩·艾恩賽德 (859-861)：身為拉格納·洛德布魯克之子，眾人驅使約恩·艾恩賽德去超越他著名父親的英勇事蹟。859 年，他穿越直布羅陀海峽，進入「無潮之海」，去掠奪那些從未經歷過維京人襲擊的富饒城市。吟遊詩人會歌頌比約恩和他的維京人，還是地中海會吞噬這些勇敢的冒險者呢？
在此劇本中，您將遊玩維京人。"
- "金髮 (870)"

"金髮哈拉爾 (870-932)：金髮哈拉爾是挪威東南部一個小地區的小國王。他想與更強大對手之女吉達聯姻，但吉達對他的求婚不屑一顧。她表示，他必須成為整個挪威的國王，她才願意嫁給他。這樣的話語能激勵他統一王國嗎？
在此劇本中，您將遊玩維京人。"
- "羅伯特 (921)"

"紐斯特利亞的羅伯特 (921-923)：紐斯特利亞的羅伯特的土地被一位思慮不周的國王奪取，並賞給劫掠的維京人時，他決定取而代之，自己稱王。此事早有先例：三十年前，羅伯特的兄弟曾在法蘭克公爵支持下推翻了一位國王。羅伯特能否做到同樣的事呢？
在此劇本中，您將遊玩法蘭克人。"

"鄂圖 (936)"
"鄂圖大帝 (936-973)：鄂圖是德國國王，但他有更大的野心：奪取義大利，由教皇親自加冕為神聖羅馬帝國皇帝。擋在鄂圖面前的是叛亂公爵、維京劫掠者、異教徒文德人和馬扎爾騎兵。鄂圖能否經得起這些挑戰，確保公爵們的忠誠，並成為眾所周知的「大帝」？
在此劇本中，您將遊玩條頓人。"
- "塞爾柱 (985)"

"塞爾柱 (985-1092)：塞爾柱回到家鄉，發現自己祖先的牧場被敵對部落佔據。他發誓要復仇，開啟了一場世代變革，將牧羊人和馴馬師轉變為帝國的征服者和統治者。
在此劇本中，您將遊玩韃靼人。"
- "卡爾塞尼 (1000)"

"索爾芬·卡爾塞尼 (9 至 11 世紀)：隨著金髮哈拉爾征服了挪威的小國王，許多北歐人為了躲避他的軍隊和苛刻的法律而尋求避難。少數人在法羅群島定居，但這些岩石島嶼很快就變得人滿為患。當被風吹離航道的水手們描述西邊的新大陸時，拓荒者們聽信了他們的描述，並建造了自己的船隻。他們在海的另一邊會發現什麼呢？在偉大鯨魚航道的盡頭會有什麼？
在此劇本中，您將遊玩維京人。"
- "科穆寧 (1081)"

"阿歷克塞·科穆寧 (1081-1118)：羅馬帝國在曼奇克托戰敗後元氣大傷，內部權力鬥爭、叛亂和外敵入侵不斷。在一片混亂中，阿歷克塞·科穆寧決心奪取王位，恢復帝國的權力。他能崛起成為新的奧古斯都，還是成為垂死帝國的另一個失敗統治者？
在此劇本中，您將遊玩拜占庭人。"
- "史蒂芬 (1135)"

"布盧瓦的史蒂芬 (1135-1154)：征服者威廉的最後一個兒子亨利國王死後，沒有子嗣，英格蘭陷入混亂。布盧瓦的史蒂芬在一場倉促儀式中加冕為王。現在，他要面對那些膽敢密謀奪走他剛剛贏得的王冠的人。
在此劇本中，您將遊玩不列顛人。"
- "鐵木真 (1185)"

"鐵木真 (1185-1215)：被鐵木真他父親的心腹背叛，成為蒙古草原上的棄子。當他的妻子博爾特被蔑兒乞部落擄走時，他向王汗尋求幫助。這個眾人意料之外的舉動開啟了一條征服世界的道路，從俄羅斯森林到日本群島的世界征服之路。
在此劇本中，您將遊玩蒙古人。"
- "姆斯季斯拉夫 (1203)"

"勇者姆斯季斯拉夫 (1203-1223)：姆斯季斯拉夫對庫曼人的勝利使他聲名大噪，並娶了庫曼軍閥可泰安的女兒。他的親戚們現在尋求他的幫助，以實現自己的野心。在來自東方的世界末日危險到來之前，姆斯季斯拉夫能否統一羅斯人的爭戰諸侯？
在此劇本中，您將遊玩斯拉夫人。"
- "君士坦丁十一世 (1453)"

"君士坦丁十一世 (1453)：土耳其人已經攻到君士坦丁堡的城牆下，這座城市已經抵禦了一千年的進攻。但現在，侵略者帶著大砲來了。皇帝君士坦丁十一世能否克服重重困難，保衛這座羅馬帝國的最後堡壘？
在此劇本中，您將遊玩拜占庭人。"
- "佂服者  (1453)"

"佂服者 穆罕默德二世 (1453)：1453 年，奧斯曼帝國蘇丹穆罕默德站在其傑出先輩的陰影下。他的缺點甚至讓信奉基督教的歐洲人慶祝他的登基。為了證明自己，21 歲的他選擇了最大的挑戰。矗立在他帝國中心、有世界紅蘋果之稱但尚未被摘取的君士坦丁堡。穆罕默德能否戰勝批評他的人，在眾多先輩折戟之處取得成功？
在此劇本中，您將遊玩土耳其人。"
- "島津 (1545)"

"島津貴久 (1545-1571)：島津氏在九州西南地區統治了長達兩個世紀。如今，強大的大名們在日本各地發動了惡戰，這個雄心勃勃的武士家族試圖透過統一九州和擊敗幕府將軍來結束這場混亂。
在此劇本中，您將遊玩日本人。"
- "織田信長 (1551)"

"織田信長 (1551-1582)：日本四分五裂。武士家族在各島嶼間爭鬥，幕府將軍無力阻止他們。選擇您的部族，擊敗競爭對手，統一天下。
在此劇本中，您將遊玩日本人。"
- "德瑞克 (1572)"

"法蘭西斯·德瑞克 (1572)：在 1572 年，英國探險家兼海盜法蘭西斯·德瑞克抵達了西班牙大陸美洲，在這裡秘魯的金銀財寶被裝上駛往歐洲的西班牙重型弩砲帆船上。在西班牙無敵艦隊對他祖國英格蘭的威脅迫在眉睫之際，德瑞克開始盡可能地給西班牙人製造麻煩，並在此過程中發財致富。
在此劇本中，您將遊玩不列顛人。"

## 付費DLC 編年史:希臘之戰
該遊戲是在開發人員以及社區成員（例如Romae ad Bellum mod 的 mod 作者）的參與下製作的，廣受好評的「Rome at War」模組幕後開發人員也是其中之一。
此模式對時代的稱呼也做了改變:
時代1:Archaic Age  古老時代，時代2:Civic Age 文明時代，時代3:Classical Age  古典時代，時代4:Imperial Age  帝王時代
全新圖形模型，包含55種新的陸地單位、19種新的海上單位，以及85種新建築，三種古代文明：雅典、斯巴達和阿契美尼德
（僅於非排名遊戲中提供）。
此次文明與過往2代文明上有不同的兵種科技設計，特殊科技為古典時代與帝王時代各2選一研發特殊科技
| 原名        | 文明       | 建築風格     | 文明定位   | 特色兵種/建築     | 古典時代特色科技            | 帝王時代特色科技        | 世界奇觀原型 |
| ----------- | ---------- | ------------ | ---------- | ----------------- | --------------------------- | ----------------------- | ------------ |
| Athenians   | 雅典       | 希臘         | 步兵與海軍 | 將軍              | 步兵旅指揮官/伊非克拉底戰術 | 艾斯弗拉/提洛同盟       | WR           |
| Spartans    | 斯巴達     | 希臘         | 步兵       | 戰爭統帥/三百衛士 | 斯巴達奴隸徵兵/西佛斯短劍   | 秘密警察/伯羅奔尼撒聯盟 | WR           |
| Achaemenids | 阿契美尼德 | 美索不達米亞 | 弓兵與騎兵 | 不死軍團          | 波斯持盾步兵/蘆葦劍         | 鐮刀戰車/卡爾達         | WR           |

## 付費DLC 三國
2025年5月6日新增之DLC
| 原名     | 文明 | 建築風格 | 文明定位   | 特色兵種/建築                  | 城堡時代特色科技 | 帝王時代特色科技 | 世界奇觀原型 |
| -------- | ---- | -------- | ---------- | ------------------------------ | ---------------- | ---------------- | ------------ |
| Shu      | 蜀   | 東亞     | 弓兵與攻城 | 白羽衛，戰車，劉備(英雄)       | 盤蛇陣           | 弩箭匣           | 成都武侯祠   |
| Wei      | 魏   | 東亞     | 騎兵       | 虎豹騎，鮮卑劫掠者，曹操(英雄) | 屯田制           | 明光甲           | 嵩岳寺塔     |
| Wu       | 吳   | 東亞     | 步兵與海軍 | 火弓兵，劍士，孫堅(英雄)       | 赤壁戰術         | 虎蹲砲           | 南京朝天宮   |
| Jurchens | 女真 | 東亞     | 騎兵與火藥 | 鐵浮屠，擲彈兵                 | 強化堡壘         | 霹靂彈           | 銀山塔林     |
| Khitans  | 契丹 | 東亞     | 步兵與騎兵 | 遼刀兵，機動投石機             | 札甲             | 軍團騎兵         | 應縣木塔     |

## 發佈
2017年8月21日，微軟在Gamescom宣布世紀帝國II：決定版由Forgotten Empires、丹達羅斯媒体和Wicked Witch Software所開發。2019年6月9日微軟在2019年E3电子娱乐展釋出遊戲預告片。2019年11月14日，在Xbox Game Pass, Microsoft商店和Steam上發行。

## 迴響
世紀帝國II：決定版，根據Metacritic上32個回應，分數達到84/100, 可以說是受到"普遍好評"。Windows Central'的凱爾亨特（Cale Hunt）讚揚畫面和動畫的改進，以及活動單位的材質，但是批評尋路的AI以及需要進一步平衡。